# أولاد داوود (لعوامر)
أولاد داوود هو دُوَّار يقع بجماعة مريجة، إقليم جرادة، جهة الشرق في المملكة المغربية. ينتمي الدوّار لمشيخة لعوامر التي تضم 6 دواوير. يقدر عدد سكانه بـ 127 نسمة حسب الإحصاء الرسمي للسكان والسكنى لسنة 2004.

## روابط خارجية
- البوابة الوطنية للجماعات الترابية
- المندوبية السامية للتخطيط